# Bão Brian (1989)
Bão Brian(Việt Nam:Bão số 7) là cơn bão đầu tiên trong chuỗi xoáy thuận nhiệt đới tác động đến vùng Nam Trung Quốc, miền Bắc và miền Trung Việt Nam trong tháng 10 năm 1989. Cơn bão có nguồn gốc từ một vùng áp suất thấp liên kết với một rãnh gió mùa vào cuối tháng 9, và đến ngày 30 tháng 9 hệ thống đã nhanh chóng tổ chức thành một cơn bão nhiệt đới trên Biển Đông. Di chuyển chủ yếu theo hướng Tây, Brian đạt cấp độ bão cuồng phong trong ngày 1 tháng 10, trước khi đổ bộ dọc theo đường bờ biển phía Nam đảo Hải Nam ngày hôm sau. Cơn bão đã suy yếu đi một chút trước khi tiến vào vịnh Bắc Bộ, và tấn công Việt Nam trong ngày 3 tháng 10 rồi tan một ngày sau trên địa phận Lào.
Tại đảo Hải Nam, Brian đã gây thiệt hại lớn đến tài sản và cơ sở hạ tầng. Gần 185.000 ngôi nhà đã bị gió mạnh và lũ quét do bão tạo ra làm hư hại hoặc phá hủy. Mạng lưới thông tin liên lạc bị gián đoạn nghiêm trọng khi tuyến đường dây điện và điện thoại dài 2.800 km bị hư hỏng. Cơn bão đã khiến 40 người thiệt mạng và gây tổn thất 837 triệu nhân dân tệ (222 triệu USD) trên khắp Hải Nam, trước khi tác động đến Việt Nam. Tại Việt Nam, những tổn thất nghiêm trọng cũng đã được báo cáo; tuy nhiên sự tấn công nhanh chóng của Brian và hai cơn bão khác đã tạo khó khăn trong việc phân biệt cụ thể thiệt hại do từng cơn bão gây ra.

## Lịch sử khí tượng
Vào cuối tháng 9 năm 1989, một rãnh gió mùa hoạt động ở Biển Đông đã sản sinh ra một vùng nhiễu động nhiệt đới trên khu vực gần Bắc Luzon. Đến ngày 28 tháng 9, một dải đối lưu rộng liên kết với một vùng áp suất thấp yếu đã phát triển trong phạm vi rãnh gió mùa. Cuối ngày, Cơ quan Khí tượng Nhật Bản (JMA) bắt đầu theo dõi hệ thống như là một áp thấp nhiệt đới. Được sự trợ giúp của một xoáy nghịch mạnh, vùng thấp đã nhanh chóng tổ chức, thúc đẩy Trung tâm Cảnh báo Bão Liên hợp (JTWC) ban hành một "Cảnh báo về sự hình thành của xoáy thuận nhiệt đới". Ban đầu hệ thống di chuyển về phía Tây phụ thuộc áp cao cận nhiệt, nhưng vào ngày 30 tháng 9 khi áp cao này suy yếu, vùng áp thấp trở nên gần như ít di chuyển, với vị trí khi đó nằm cách Hong Kong khoảng 360 km (225 dặm) về phía Đông Nam. Một thời gian ngắn sau khi hệ thống trở nên ngừng trệ trong chuyển động, JTWC đã phân loại nó là áp thấp nhiệt đới.
Sau khi áp cao mạnh trở lại vào cuối ngày 30, áp thấp nhiệt đới đã khôi phục quỹ đạo di chuyển chủ yếu là Tây, lần này hơi chếch xuống phía Nam. Khi đó, hệ thống đã đạt cấp độ bão nhiệt đới và được JTWC đặt tên là Brian. Trong khoảng 24 giờ sau, Brian mạnh lên nhanh chóng và đạt cường độ bão cuồng phong vào cuối ngày 1 tháng 10. Sau khi phát triển ra một mắt bão lớn, Brian đạt đỉnh trong ngày mùng 2 với vận tốc gió duy trì một phút 150 km/giờ (90 dặm/giờ). Cũng trong quãng thời gian đó JMA đã phân loại Brian là bão cuồng phong, với vận tốc gió duy trì 10 phút tối đa ước tính 120 km/giờ (75 dặm/giờ) cùng áp suất khí quyển tối thiểu 970 mbar (hPa, 28,64 inHg). Lúc này hệ thống di chuyển theo hướng chính Tây, đổ bộ và đi dọc theo đường bờ biển phía Nam của đảo Hải Nam vào khoảng thời điểm 1500 UTC.
Mặc dù tương tác với đất liền, Brian chỉ suy yếu đi một chút. Đến ngày 3 tháng 10, cơn bão tiến vào vịnh Bắc Bộ và tấn công Việt Nam một ngày sau, địa điểm đổ bộ gần thành phố Vinh với sức gió 140 km/giờ (85 dặm/giờ). Khi đã ở trên đất liền, quá trình suy yếu nhanh chóng diễn ra, và Brian tan biến trên vùng địa hình núi của Lào trong ngày 4 tháng 10.

## Tác động
Brian tấn công đảo Hải Nam với cường độ mạnh, gây ra thiệt hại lớn trên khu vực này. Khoảng 700 km (430 dặm) chiều dài đường dây điện và 2.100 km (1.300 dặm) đường dây điện thoại đã bị hư hỏng do bão, dẫn đến việc thông tin liên lạc bị gián đoạn nghiêm trọng. Nhiều ngôi nhà ở vùng phía Nam đảo Hải Nam bị sụp đổ hoặc tốc mái do gió mạnh. Trên toàn hòn đảo đã có 15.900 ngôi nhà bị sập và 169.000 ngôi nhà khác bị hư hại. Hơn 25 triệu cây lấy gỗ và cây cao su bị gãy đổ hoặc bật gốc. Những trận mưa lớn đi kèm cơn bão cũng đã tạo ra lũ quét nghiêm trọng. Nhiều con sông đã tràn bờ gây ngập lụt những vùng xung quanh, bao gồm ước tính 194.000 mẫu Anh ruộng lúa đã bị ngập. Tổng cộng, có 40 người thiệt mạng, 529 người khác bị thương; và thiệt hại ước tính đạt 837 triệu Nhân dân tệ (22 triệu USD) trên toàn hòn đảo.
Mặc dù Hong Kong không nằm trong quỹ đạo ảnh hưởng trực tiếp của Brian, Đài Quan sát Hông Kông vẫn đã ban hành những tín hiệu cảnh báo trong ngày 30 tháng 9 khi gió mạnh liên quan tới cơn bão được mong đợi sẽ tác động đến thành phố. Vào ngày 2 tháng 10, Brian di chuyển qua vùng biển phía Nam cách Hong Kong 270 km (170 dặm). Tại đảo Waglan đã ghi nhận gió giật với vận tốc 124 km/giờ (77 dặm/giờ); tuy nhiên không có thiệt hại nào được báo cáo. Ngoài ra, dọc theo đường bờ biển của đảo đã xảy ra hiện tượng nước biển dâng cao khoảng 0,62 m.
Do những tổn thất nghiêm trọng do cơn bão gây ra, sở chỉ huy kiểm soát lũ lụt tỉnh đã thúc giục chính phủ Trung Quốc thành lập và tổ chức các hoạt động cứu trợ ở tất cả các cấp. Vào ngày 8 tháng 10, chính quyền đảo Hải Nam đã triển khai hai đội cứu trợ đến những vùng chịu thiệt hại nặng nhất. Thêm vào đó, 5 triệu nhân dân tệ tiền viện trợ cũng đã được cung cấp đến cho khu vực này.
Tại Việt Nam, những trận mưa lớn do bão đã gây lũ lụt trên diện rộng tại các tỉnh phía Bắc. Theo những đánh giá ban đầu từ Ban Chỉ huy Phòng chống lụt bão và Tìm kiếm cứu nạn Trung ương, đã có 60.000 hecta cánh đồng lúa bị ngập nước và 6.700 tấn gạo bị ướt. Gió mạnh cũng gây ra những tổn thất. Ít nhất 29.000 ngôi nhà đã bị sập và 119.000 ngôi nhà khác bị tốc mái. Bên cạnh đó có 572 bệnh viện hoặc trạm xá bị hư hại. Một vài trường hợp thiệt mạng đã được báo cáo; tuy nhiên con số cụ thể vẫn chưa được xác định sau ngày 12 tháng 10. Trong vòng hai tuần, ngoài Brian còn có hai cơn bão khác, Angela và Dan cùng tấn công đất nước này, gây thêm nhiều thiệt hại về người và của. Do sự tác động liên tiếp và nhanh chóng của các cơn bão, rất khó để có thể phân biệt cụ thể thiệt hại cho từng cơn bão riêng biệt. Và cũng vì những tổn thất to lớn của một loạt các cơn bão trên gây ra, Chính phủ Việt Nam đã kêu gọi hỗ trợ từ cộng đồng quốc tế.